# Помеха попаданию мяча

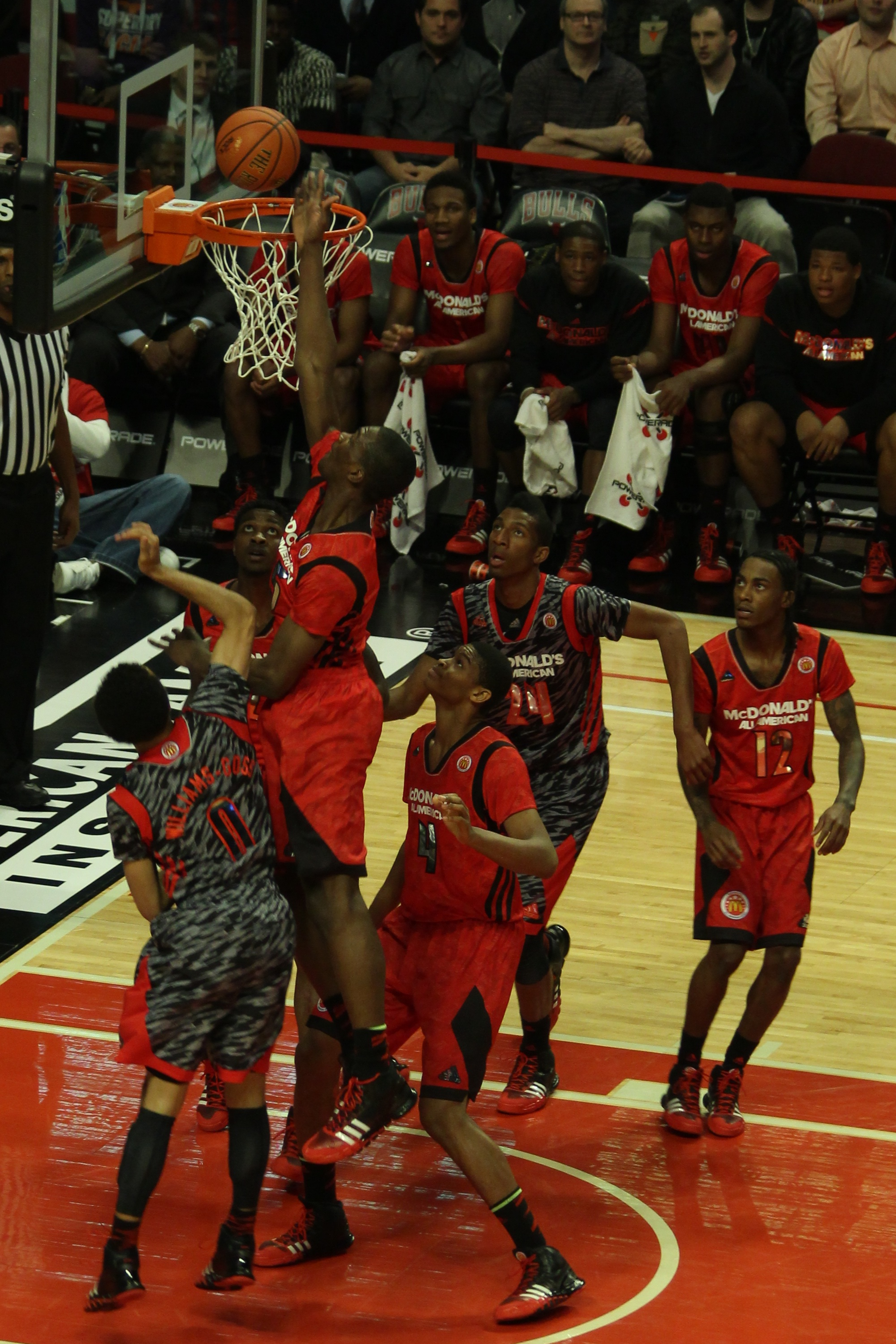
Помеха попаданию мяча

Помеха попаданию мяча (англ. Goaltending) в баскетболе при блокировании броска не по правилам. Если мяч находится на снижающейся траектории и полностью выше уровня кольца или находится на дужке, или коснулся щита, нападающей команде засчитывается попадание независимо от того, мог мяч попасть в кольцо или нет.

## Правила
Помеха попаданию при броске по корзине происходит, когда:
- Игрок касается мяча в момент, когда мяч находится на снижающейся траектории и полностью выше уровня кольца.
- Игрок касается мяча в момент, когда мяч после удара о щит полностью находится выше уровня кольца.

Эти ограничения перестают действовать, как только мяч не имеет больше возможности попасть непосредственно в корзину или касается кольца.
Помеха мячу при броске по корзине происходит, когда:
- Игрок касается корзины или щита, пока мяч находится в контакте с кольцом.
- Игрок просовывает руку в корзину снизу и касается мяча.
- Защитник касается мяча или корзины, пока мяч находится внутри корзины.
- Защитник вызывает вибрацию щита или кольца, таким образом, что по мнению Судьи, это препятствует попаданию мяча в корзину.

Когда мяч находится в полете при броске с площадки после того, как Судья дал свисток или прозвучал сигнал игровых часов или устройства 24-секунд, применяются все положения, касающиеся помехи попаданию и помехи мячу.
Если нарушение совершается в нападении, никакие очки не засчитываются и мяч передается сопернику для вбрасывания из-за пределов площадки напротив линии штрафного броска.
Если нарушение совершается в защите, атакующей команде засчитываются:
- два (2) очка, если мяч был выпущен из 2-очковой зоны.
- три (3) очка, если мяч был выпущен из 3-очковой зоны.

Засчитывание мяча и последующая процедура таковы, как в случае попадания мяча в корзину.
Если нарушение совершается одновременно игроками обеих команд, никакие очки не засчитываются, а игра возобновляется спорным броском.

## История возникновения
Правило помехи попаданию мяча было введёно во многом из-за доминирования высокорослого Джорджа Майкена. Знаменитый центровой, игравший за студенческую команду «ДеПол Блю Демонс» в чемпионате NCAA практически не давал соперникам возможности набирать очки: он просто смахивал все летящие в его корзину мячи. В 1944 году руководство NCAA, а вслед за ней и НБЛ (НБА еще не образовалась) ввели «правило Майкена» – мяч, прошедший самую высокую точку траектории броска, нельзя трогать защищающейся стороне.